# Julius Plücker
Julius Plücker (16 de junio o 16 de julio de 1801-22 de mayo de 1868) fue un matemático y físico alemán. Contribuyó mucho al campo de la geometría analítica y fue un pionero en las investigaciones de los rayos catódicos que finalmente dirigieron al descubrimiento del electrón. También extendió mucho el estudio de las curvas de Lamé.

## Biografía

### Primeros tiempos
Plücker nació en Elberfeld (ahora parte de Wuppertal). Después de ser educado en Düsseldorf y las universidades de Bonn, Heidelberg y Berlín fue a París en 1823, donde encontró la influencia de la gran escuela de geómetras, cuyo fundador, Gaspard Monge, había muerto recientemente. En 1825 volvió a Bonn, y en 1828 se hizo catedrático en matemática. En el mismo año publicó el primer volumen de su Analytisch-geometrische Entwickelungen, que introdujo por primera vez el método de anotación abreviada. En 1831 publicó el segundo volumen, en el cual estableció la dualidad proyectiva en una base sólida e independiente.

## Carrera
En 1847 Plücker comenzó a dar clases como profesor de física en Bonn. En 1858 publicó la primera de sus investigaciones clásicas sobre la acción del imán sobre la descarga eléctrica en los gases enrarecidos. Descubrió que la descarga hizo que un brillo fluorescente formara en las paredes de vidrio del tubo de vacío, y que se pudo mover el brillo si se aplica un electroimán al tubo, así creando un campo magnético. Después se mostró que el brillo fue producido por rayos catódicos.
Plücker, principalmente solo y después junto con Johann Hittorf, hizo muchos descubrimientos importantes en la espectroscopia de gases. Fue el primero en emplear el tubo de vacío con la parte capilar (ahora llamado un tubo de Geissler), a través del cual podía aumentar la intensidad luminosa de las descargas eléctricas a un nivel suficiente para dejar la investigación espectroscópica. Previó Robert Wilhelm Bunsen y Gustav Kirchhoff en anunciar que las líneas del espectro fueron características de la sustancia química que las emitió, y en la indicación del valor de este descubrimientos en el análisis químico. Según Hittorf fue el primer quien vio las tres líneas del espectro de hidrógeno, que pocos meses después de su muerte fueron reconocidas en el espectro de las protuberancias solares.
En 1865 Plücker volvió al campo de geometría e inventó lo que se llamaba la geometría de líneas durante el siglo XIX. En geometría proyectiva, las coordenadas plückerianas se refieren a una colección de coordenadas homogéneas introducidas inicialmente para englobar una colección de rectas en tres dimensiones como una cuádrica en cinco dimensiones. La construcción usa determinantes menores de 2×2, o igualmente el segundo producto exterior del espacio vectorial subyacente de la cuarta dimensión. Ahora forma parte de la teoría del grassmanniano, en la que estas coordenadas aplican de forma general (subespacios en la dimensión k del espacio de la dimensión n).
Plücker fue galardonado con la Medalla Copley de la Sociedad Real en 1866.

## Literatura
- Born, Heinrich. Die Stadt Elberfeld. Festschrift zur Dreihundert-Feier 1910. J.H. Born, Elberfeld 1910
- Giermann, Heiko. Stammfolge der Familie Plücker. En: Deutsches Geschlechterbuch, 217. Bd, A. Starke Verlag, Limburg a.d.L. 2004
- Strutz, Edmund. Die Ahnentafeln der Elberfelder Bürgermeister und Stadtrichter 1708-1808. 2. Auflage, Verlag Degener & Co., Neustadt an der Aisch 1963 ISBN 3768640698